# Rizoderma
Il rizoderma è un tessuto vegetale che riveste le radici giovani. In particolare è il tessuto di rivestimento della radice in struttura primaria, è monostratificato, con parete sottile pectocellulosica .
Deriva dal protoderma (una parte del meristema radicale primario, di diretta derivazione embrionale). 
Il rizoderma è formato da cellule appiattite, isodiametriche,  dette atricoblasti,  alternate a cellule di dimensioni più piccole e colore più scuro dovuto ad una maggiore densità del citoplasma, i tricoblasti, che presentano una estroflessione e che diventano peli radicali. 
Funzione, collocazione, morfologia ed ontogenesi sono diverse dall'epidermide degli organi epigei: al contrario dell'epidermide, il rizoderma ha pareti prive di cuticola e manca di stomi, quindi è del tutto permeabile soprattutto ad acqua e sali minerali del terreno, ma anche ai gas. Inoltre non essendo esposto alla luce, le sue cellule sono prive di cloroplasti.
Il rizoderma ha vita breve (predefinizione genetica della senescenza) ed anche la delicata struttura dei peli radicali (che hanno parete sottilissima) determina una breve durata della loro vita (pochi giorni). Man mano che la radice si allunga, per opera dei meristemi apicali, nuovo rizoderma e nuovi peli si formano. 
Dopo la morte e la disgregazione (caduta) del rizoderma, lo strato di cellule corticali sottostanti suberifica e si trasforma in un tessuto tegumentale, sempre di origine primaria, l'esoderma.

## Peli radicali

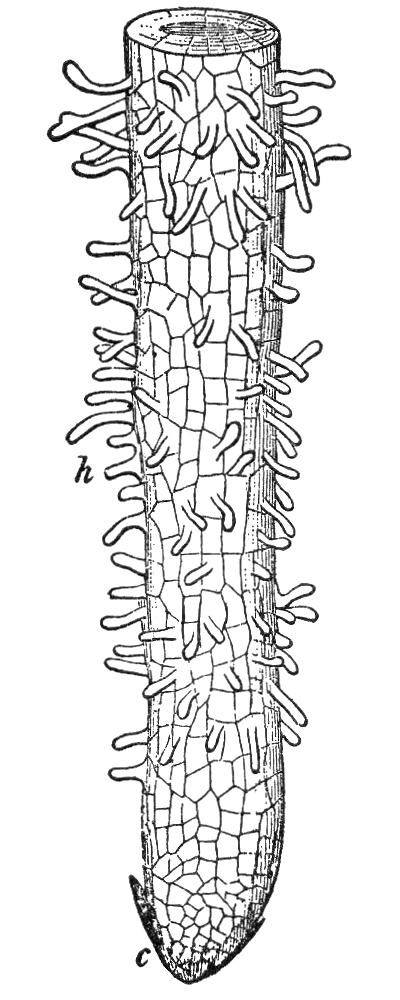
Disegno della parte terminale di una radice, che mostra il rizoderma e i peli radicali

I peli radicali, sono elementi unicellulari, che aumentano enormemente la superficie di assorbimento della radice. L'aumento della superficie delle radici aiuta le piante ad essere più efficienti nell'assorbire i nutrienti e stabilire relazioni con i microrganismi del suolo.
Poiché sono estensioni laterali di una singola cellula sono di norma non ramificati; sono visibili ad occhio nudo e al microscopio ottico. Si trovano solo nella regione di maturazione della radice. Le piante assorbono l'acqua dal suolo per osmosi. I peli radicali sono specifici per questa funzione avendo un'ampia superficie per accelerare l'osmosi. Un altro adattamento che hanno è un grande vacuolo.  Appena prima e durante lo sviluppo dei peli radicali, c'è un'elevata attività dell'enzima fosforilasi. 
Secernono essudati che aumentano la biodisponibilità delle sostanze disciolte nei liquidi nel terreno. Diversi fattori ambientali influiscono sulla produzione dei peli radicali: una carenza idrica e di micronutrienti (es. P e Fe) fa aumentare la produzione di peli radicali.
Variano tra 15 e 17 micrometri di diametro e tra 80 e 1.500 micrometri di lunghezza.
I peli della radice crescono rapidamente, almeno 1 µm / min: questa caratteristica li ha resi utili negli studi sulla espansione cellulare